# Synchelidium maculatum
Synchelidium maculatum is een vlokreeftensoort uit de familie van de Oedicerotidae. De wetenschappelijke naam van de soort is voor het eerst geldig gepubliceerd in 1906 door Stebbing.